# Dejan Borovnjak
Dejan Borovnjak, né le 1er avril 1986 à Knin en Croatie (Yougoslavie), est un joueur serbe de basket-ball.